# Рябов, Виктор Петрович
Ви́ктор Петро́вич Ря́бов (род. 10 марта 1927) — советский легкоатлет, специалист по бегу на короткие дистанции. Выступал за сборную СССР по лёгкой атлетике в 1950-х годах, обладатель бронзовой медали чемпионата Европы, победитель и призёр первенств всесоюзного значения. Военнослужащий. Мастер спорта СССР (1955).

## Биография
Родился 10 марта 1927 года.
Занимался лёгкой атлетикой в Ленинграде и Москве, выступал за Советскую Армию.
Впервые заявил о себе на всесоюзном уровне в сезоне 1949 года, когда на чемпионате СССР в Москве вместе с ленинградской командой выиграл бронзовую медаль в программе эстафеты 4 × 100 метров.
В 1953 году на другом чемпионате СССР в Москве стал серебряным призёром в индивидуальном беге на 100 метров и одержал победу в эстафете 4 × 100 метров.
Благодаря череде удачных выступлений в 1954 году вошёл в состав советской сборной и удостоился права защищать честь страны на чемпионате Европы в Берне — в 100-метровом беге дошёл до стадии полуфиналов, тогда как в эстафете 4 × 100 метров вместе с соотечественниками Борисом Токаревым, Леваном Санадзе и Леонидом Бартеневым завоевал бронзовую награду, уступив только бегунам из Венгрии и Великобритании. Позднее на чемпионате СССР в Киеве с личным рекордом 10,4 превзошёл всех соперников в беге на 100 метров и с командой Советской Армии занял первое место в эстафете 4 × 100 метров.
В 1955 году установил свой личный рекорд в беге на 200 метров — 21,4.